# Zirkel schreibender Arbeiter
Die Zirkel schreibender Arbeiter waren eine Organisationsform des „künstlerischen Volksschaffens“ in der DDR zum Thema Literatur. Ab 1970 wurden Zirkelleiter auch von den Bezirkskulturakademien der DDR-Bezirke ausgebildet. Teilweise wurden sie auch als Bewegung schreibender Arbeiter bezeichnet. Aus ihnen sind auch professionelle Schriftsteller hervorgegangen.

## Geschichte
Ideologische Grundlage für die Bildung dieser Zirkel war der  Bitterfelder Weg, die dazugehörige Losung lautete: Greif zur Feder, Kumpel! Nach der Bitterfelder Konferenz im Jahre 1959 entstanden über 300 Literaturzirkel.
Einige Mitglieder der Zirkel waren schon während ihrer Schulzeit in den Zirkeln schreibender Schüler organisiert, die in den Pionierhäusern oder Schulen angesiedelt waren. In einen Zirkel schreibender Arbeiter konnte jeder Interessierte eintreten. Meist tagte er in einem Kulturhaus. Eine Vorreiterrolle hatte das Braunkohlenkombinat ‚Erich Weinert‘ Deuben, dessen Zirkel-Mitglieder mit den Deubner Blättern landesweit neue Maßstäbe auf dem Weg zu einer „sozialistischen Nationalkultur“ setzten.
Jeder Zirkel hatte einen künstlerischen Leiter, oft einen Schriftsteller oder eine Schriftstellerin, der für diese Arbeit ein Honorar erhielt. Auch viele namhafte Autoren waren als Zirkelleiter tätig oder unterstützten die Zirkelarbeit, so auch Brigitte Reimann (Schwarze Pumpe Hoyerswerda), Christa und Gerhard Wolf (Waggonbau Ammendorf), Heiner Müller (Klettwitz), Eduard Klein (Berlin-Chemie), Hans-Georg Lietz (Neptunwerft Rostock), Tom Crepon (Neubrandenburg) und E.R. Greulich (Zirkel schreibender Lehrer Berlin) und Hasso Grabner (Leuna). Dank der finanziellen Absicherung als Zirkelleiter konnten viele ihren Status als freischaffende Schriftsteller behaupten und waren sozial abgesichert.
Die Planung sah vor, dass bei den Sitzungen des Zirkels zuerst eine Art Weiterbildung zur Theorie des Sozialistischen Realismus gegeben werden sollte. Darüber hinaus wurden neu erschienene Werke der DDR- und Sowjetliteratur diskutiert und auch Verslehre und Ähnliches standen auf dem Programm. Anschließend lasen die Teilnehmer ihre eigenen Texte vor und dann wurde darüber diskutiert. Letztlich waren Inhalt und Durchführung der Zirkeltreffen jedoch immer maßgeblich von den einzelnen Zirkelleitern abhängig. In einigen Fällen, wenn die Zirkelleiter allzu eigenständige Methoden entwickelt hatten, kam es zu Überwachungen der Zirkel durch das Ministerium für Staatssicherheit und zu Maßregelungen der künstlerischen Leiter.
Öffentliche Auftritte ergaben sich bei den Arbeiterfestspielen und anderen Kulturereignissen wie Stadtfesten usw. Es gab auch Veröffentlichungen einzelner Zirkel in Broschürenform. Seit 1960 erschien monatlich die Zeitschrift ich schreibe, die vom Zentralhaus für Kulturarbeit der DDR als „Zeitschrift für die Bewegung schreibender Arbeiter“ herausgegeben wurde und sowohl theoretische als auch literarische Texte enthielt.
Der Weg mancher junger Autoren ging bis zum Jahr 1974 weiter in die Arbeitsgemeinschaft Junger Autoren (AJA) des Schriftstellerverbandes der DDR. 1974 wurde dieses Modell der Nachwuchsförderung durch die Einführung des Kandidatenstatus ersetzt (Vormitgliedschaft im Schriftstellerverband). Einige Zirkelmitglieder durchliefen auch ein Fernstudium am  Literaturinstitut „Johannes R. Becher“ in Leipzig.
Aus den Zirkeln ging eine ganze Reihe namhafter Schriftsteller hervor bzw. waren diese in ihnen aktiv und nutzten die Möglichkeit sich auszutauschen. Bekannte Zirkelteilnehmer waren zum Beispiel Jan Eik (Haus der DSF Berlin), Martin Selber (Wanzleben), Helmut Preißler (Frankfurt/Oder und Eisenhüttenstadt), Gerald Höfer (Sondershausen), Jürgen Kögel (Berlin), Charlotte Worgitzky (Berlin) und Joachim Specht (Dessau). Volker Braun, Bernd Jentzsch und Bernd Schirmer waren Mitglieder eines Zirkels schreibender Studenten in Leipzig.
Nach der Wende arbeiteten manche Zirkel mit dem Werkkreis Literatur der Arbeitswelt in den alten Bundesländern zusammen und gaben teilweise gemeinsame Veröffentlichungen heraus. Etwa ein Fünftel der Zirkel wurden unter neuem Namen weitergeführt und viele von ihnen sind auch heute noch aktiv. Eine umfangreiche Sammlung von Manuskripten und Typoskripten von Zirkelmitgliedern sowie von Sekundärtexten über die Zirkelarbeit wird heute in dem 1992 gegründeten „Archiv Schreibende ArbeiterInnen“ des Vereins SchreibArt e. V. in Berlin aufbewahrt.